# Mark Ermler
Pour les articles homonymes, voir Ermler.
Mark Fridrikhovich Ermler (en russe : Марк Фридрихович Эрмлер), né à Leningrad (Union soviétique) le 5 mai 1932 et mort à Séoul (Corée du Sud) le 14 avril 2002 , est un chef d'orchestre soviétique et russe.

## Biographie
Mark Ermler naît en 1932 de Vera Bakun, concepteur de décors pour le cinéma, et de Fridrikh Ermler, réalisateur. Il étudie le piano dès l'âge de cinq ans.
Sa première apparition en tant que chef d'orchestre au Théâtre Bolchoï date de 1957, dans une production de Cavalleria rusticana de Pietro Mascagni. Parmi ses autres engagements figure la première représentation du dernier opéra de Sergei Prokofiev, Histoire d'un homme véritable.
Ermler est surtout renommé pour sa conduite de ballets dont Le Lac des cygnes, Petrouchka, L'Oiseau de feu, La Belle au bois dormant et Casse-Noisette. Il a enregistré les trois ballets de Tchaïkovski ainsi que Roméo et Juliette de Sergei Prokofiev avec l'orchestre de la Royal Opera House à Covent Garden. Entre 1956 et 1996, il est régulièrement chef d'orchestre invité à l'Orchestre symphonique d'État de l'URSS pour l'art cinématographique qu'il dirigera pour vingt films. En 1985, il est premier chef invité au Royal Ballet, à Londres.
Mark Ermler meurt après une répétition avec l'Orchestre philharmonique de Séoul et est enterré à Moscou, au cimetière Vagankovo. Il laisse sa femme, Dina, et sa fille, Masha.

## Filmographie partielle
- 1968 : Le Maître de la taïga (Хозяин тайги) de Vladimir Nazarov
- 1975 : Sto dney posle detstva (Сто дней после детства)
- 1976 : How Czar Peter the Great Married Off His Moor (Сказ про то, как царь Пётр арапа женил)
- 1979 : Air Crew (Экипаж)